# Universidad Silpakorn
La Universidad Silpakorn (en tailandés: มหาวิทยาลัยศิลปากร; también conocida como la Universidad de Bellas Artes de Tailandia) es una universidad pública de Tailandia que fue fundada en Bangkok en 1943 por emigrantes italianos y el profesor Corrado Feroci, quien tomó el nombre tailandés de Silpa Bhirasri cuando se convirtió en ciudadano del país. Es una de las más destacadas universidades tailandesas en arte y arqueología. Tiene alrededor de 7000 estudiantes y tres campus en Bangkok, Nakhon Pathom y Phetchaburi.

### Facultades
- Facultad de Pintura, Escultura y Artes Gráficas
- Facultad de Arquitectura
- Facultad de Arqueología
- Facultad de Artes Decorativas
- Facultad de Letras
- Facultad de Educación
- Facultad de Ciencias
- Facultad de Farmacología
- Facultad de Ingeniería y Tecnología Industrial
- Facultad de Música
- Facultad de Ciencias Animales y Tecnología Agrícola
- Facultad de Ciencias de la Gestión
- Facultad de Tecnologías de la Información y las Comunicaciones
- Colegio Internacional de la Universidad de Silpakorn (SUIC)
- Escuela Superior